# Wolfstein

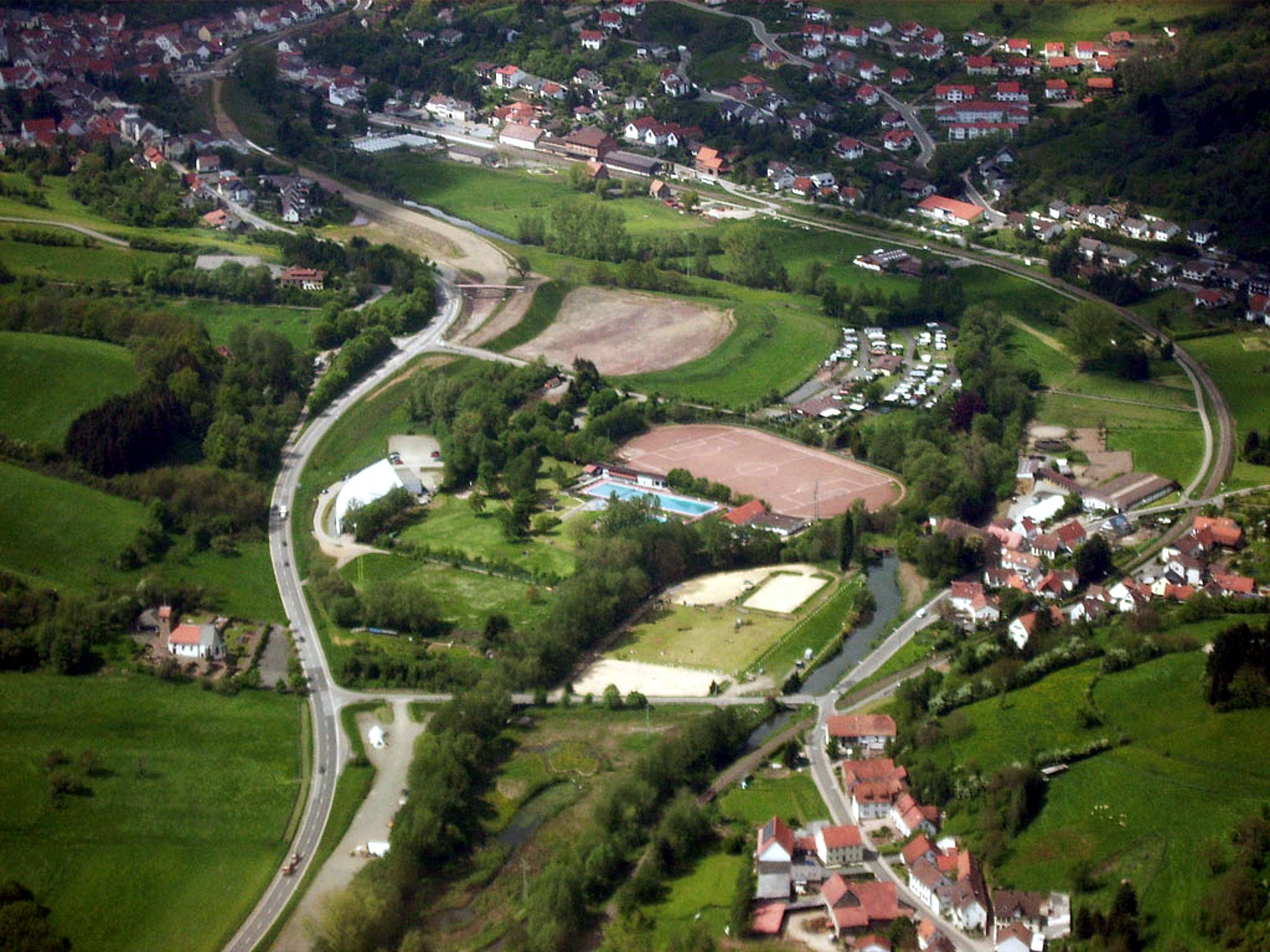
Wolfstein aus der Luft

Wolfstein ist eine Stadt im Landkreis Kusel in Rheinland-Pfalz. Sie gehört der Verbandsgemeinde Lauterecken-Wolfstein an, innerhalb derer sie die nach Einwohnern zweitgrößte Ortsgemeinde darstellt. Zudem ist sie die einwohnermäßig siebtgrößte innerhalb des Landkreises und die kleinste, die Stadtrecht besitzt. Wolfstein ist ein staatlich anerkannter Erholungsort und gemäß Landesplanung als Grundzentrum ausgewiesen. Gemessen an der Einwohnerzahl zählt Wolfstein zudem zu den kleinsten Städten Deutschlands.

## Geographie

### Lage
Wolfstein liegt im nordwestlichen Teil der Pfalz im Nordpfälzer Bergland (sogenanntes „Königsland“) zwischen Idar-Oberstein und Kaiserslautern im Nordosten des Landkreises Kusel. Vor Ort kommen die Minerale Analcim, Grossular und Prehnit vor. Das Stadtgebiet umfasst 13,74 km². Nachbargemeinden sind – im Uhrzeigersinn – Heinzenhausen, Hohenöllen, Oberweiler-Tiefenbach, Einöllen, Relsberg, Niederkirchen, Kreimbach-Kaulbach, Rutsweiler an der Lauter, Essweiler, Aschbach, Offenbach-Hundheim und Lohnweiler.

### Stadtgliederung
Wolfstein gliedert sich in die beiden Stadtteile Wolfstein mit den Ortsteilen Pfingstweide, Reckweilerhof und Schwanenhof sowie Roßbach mit den Ortsteilen Immetshausen, Mühle und Stahlhausen.

### Erhebungen und Gewässer
Durch die Stadt fließt die Lauter in Süd-Nord-Richtung; von links mündet in diese der Selbach und von rechts der Roßbach sowie der Breitbach. Ausgeprägte Berge sind der Königsberg (568 m ü. NHN) im Südwesten und der Eisenknopf (308,5 m ü. NHN) im Norden der Stadt.

### Klima
Der Jahresniederschlag beträgt 729 mm.

## Geschichte
Wolfstein wurde 1275 auf Anweisung von Rudolf I. von Habsburg gegründet und erhielt sofort das Stadtrecht. Wolfstein ging 1357 unter Kaiser Karl IV. an die Pfalzgrafen (später Kurpfalz). Während dieser Zeit gehörte die Stadt zu Pfalz-Lautern, das von 1559 bis 1592 ein eigenständiges Territorium innerhalb des Heiligen Römischen Reiches bildete. Im Anschluss war Wolfstein bis Ende des 18. Jahrhunderts Sitz eines kurpfälzischen Unteramtes, das zum Oberamt Lautern zählte.
Nach 1792 hatten französische Revolutionstruppen die Region besetzt und nach dem Frieden von Campo Formio (1797) annektiert. Von 1798 bis 1804 gehörte Wolfstein zur Ersten Französischen Republik und im Anschluss zum Napoleonischen Kaiserreich. Die Stadt war Bestandteil des Departement Donnersberg und war Hauptort (chef-lieu) des gleichnamigen Kantons.
Aufgrund der 1815 auf dem Wiener Kongress getroffenen Vereinbarungen und eines Tauschvertrags mit Österreich kam die Region 1816 zum Königreich Bayern. Ab 1818 war Wolfstein dem Landkommissariat Kusel im bayerischen Rheinkreis zugeordnet, ehe dies 1862 in ein Bezirksamt umgewandelt wurde. Im 19. Jahrhundert entwickelte sich Wolfstein außerdem zu einem der Zentren des Westpfälzer Wandermusikantentums; mehr als 200 Musikanten dieses Wandergewerbes stammten aus der Stadt. Nach der Pfälzischen Erhebung 1848/49 wanderten viele Bürger nach Amerika aus. 1866 wurde die evangelische Kirche erbaut.
1915, mitten im Ersten Weltkrieg, fungierte Wolfstein für die unmittelbaren Umlandgemeinden als Ortssammelstelle für Liebesgaben.
1939 wurde die Stadt in den Landkreis Kusel eingegliedert. Nach dem Zweiten Weltkrieg wurde Rechtenbach innerhalb der französischen Besatzungszone Teil des damals neu gebildeten Landes Rheinland-Pfalz. Im Zuge der ersten rheinland-pfälzischen Verwaltungsreform wurde am 7. Juni 1969 wurde die bis dahin selbständige Gemeinde Roßbach eingemeindet. Seit 1971 war die Stadt Verwaltungssitz der Verbandsgemeinde gleichen Namens, die 2014 mit der Verbandsgemeinde Lauterecken zur neuen Verbandsgemeinde Lauterecken-Wolfstein mit Sitz in Lauterecken fusionierte.

## Bevölkerungsentwicklung
Entwicklung der Einwohnerzahl von Wolfstein bezogen auf das heutige Stadtgebiet; die Werte von 1871 bis 1987 beruhen auf Volkszählungen:
| Wolfstein: Einwohnerzahlen von 1815 bis 2024 | Wolfstein: Einwohnerzahlen von 1815 bis 2024 | Wolfstein: Einwohnerzahlen von 1815 bis 2024 | Wolfstein: Einwohnerzahlen von 1815 bis 2024 | Wolfstein: Einwohnerzahlen von 1815 bis 2024 |
| -------------------------------------------- | -------------------------------------------- | -------------------------------------------- | -------------------------------------------- | -------------------------------------------- |
| Jahr                                         |                                              |                                              |                                              | Einwohner                                    |
| 1815                                         | 1815                                         |                                              | 861                                          | 861                                          |
| 1835                                         | 1835                                         |                                              | 1.331                                        | 1.331                                        |
| 1871                                         | 1871                                         |                                              | 1.572                                        | 1.572                                        |
| 1905                                         | 1905                                         |                                              | 1.691                                        | 1.691                                        |
| 1939                                         | 1939                                         |                                              | 1.881                                        | 1.881                                        |
| 1950                                         | 1950                                         |                                              | 1.981                                        | 1.981                                        |
| 1961                                         | 1961                                         |                                              | 2.158                                        | 2.158                                        |
| 1970                                         | 1970                                         |                                              | 2.119                                        | 2.119                                        |
| 1987                                         | 1987                                         |                                              | 2.049                                        | 2.049                                        |
| 1997                                         | 1997                                         |                                              | 2.106                                        | 2.106                                        |
| 2005                                         | 2005                                         |                                              | 2.011                                        | 2.011                                        |
| 2011                                         | 2011                                         |                                              | 1.975                                        | 1.975                                        |
| 2017                                         | 2017                                         |                                              | 1.960                                        | 1.960                                        |
| 2024                                         | 2024                                         |                                              | 1.835                                        | 1.835                                        |
|                                              |                                              |                                              |                                              |                                              |

## Politik

### Stadtrat
Der Stadtrat in Wolfstein besteht aus 16 Ratsmitgliedern und dem Vorsitzenden.

### Bürgermeister
Herwart Dilly wurde 2009 Stadtbürgermeister von Wolfstein. Bei der Direktwahl am 26. Mai 2019 wurde er mit einem Stimmenanteil von 74,57 % für weitere fünf Jahre in seinem Amt bestätigt. Bei der Bürgermeisterwahl am 9. Juni 2024 trat Dilly nicht mehr an. Er wurde von Christian Peter Nickel (parteilos) abgelöst, der ohne Gegenkandidaten 55,8 % der Stimmen erreichte. Die Wahlbeteiligung lag bei 61,1 %.
Gerhard Kirch (FWG) hatte als Vorgänger von Dilly das Amt von 1984 bis 2009 ausgeübt.

### Städtepartnerschaften
Seit dem Jahr 2000 unterhält Wolfstein eine Städtepartnerschaft mit Verdun-sur-le-Doubs in Burgund (Frankreich).

### Wappen
| Wappen von Wolfstein | Blasonierung: „Im goldenen Schild ein rechtsgewendeter schwarzer rotbewehrter Wolf, der einen roten Forsthaken (Wolfsangel) in den Tatzen hält. Oben zwischen Kopf und Schwanz schweben 3 rote Rautensteine (2:1)“ |
| Wappen von Wolfstein | Wappenbegründung: Durch den Wolf und die drei Steine handelt es sich um ein sogenanntes „sprechendes Wappen“. |

## Bauwerke

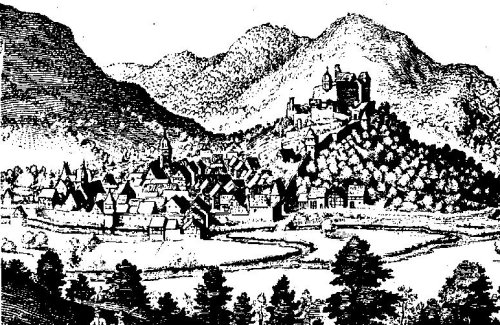
Kupferstich nach Matthäus Merian

Der Stadtkern, die Ruinen der Burgen Alt-Wolfstein, die Keimzelle der Stadt war, und Neu-Wolfstein, das Kalkbergwerk am Königsberg und das Kriegerdenkmal im Stadtteil Roßbach sind als Denkmalzonen ausgewiesen. Hinzu kommen insgesamt 14 Einzelobjekte, die unter Denkmalschutz stehen.

## Wirtschaft und Infrastruktur

### Wirtschaft
Ein Zeugnis der industriellen Vergangenheit ist das Historische Besichtigungs-Kalkbergwerk in Wolfstein. Eine Grubenbahn führt den Besucher unter sachkundiger Führung in das Kalkbergwerk am Königsberg, in dem noch bis 1967 unter Tage Kalksteine gebrochen und am Ort verarbeitet wurden. Sämtliche Einrichtungen sind im Original vorhanden. Das Kalkbergwerk am Königsberg gilt als ein Industriedenkmal von besonderem Rang und ist einmalig in Deutschland. Neben dem Kalkbergwerk am Königsberg existierten vor Ort zahlreiche weitere Gruben. Inzwischen ist der Bergbau zum Erliegen gekommen. Wichtigster Arbeitgeber und mit einer langen Geschichte mit Wolfstein verbunden ist die Karl Otto Braun GmbH & Co. KG, die seit 2010 zur Hartmann Gruppe gehört. Die Instrumentenbauerfamilie Sander besaß früher in der Stadt eine Werkstatt. Zudem besitzt die Volksbank Lauterecken eine Filiale in Wolfstein. Die Kreissparkasse Wolfstein ging 1959 in der Kreissparkasse Kusel auf.

### Verkehr

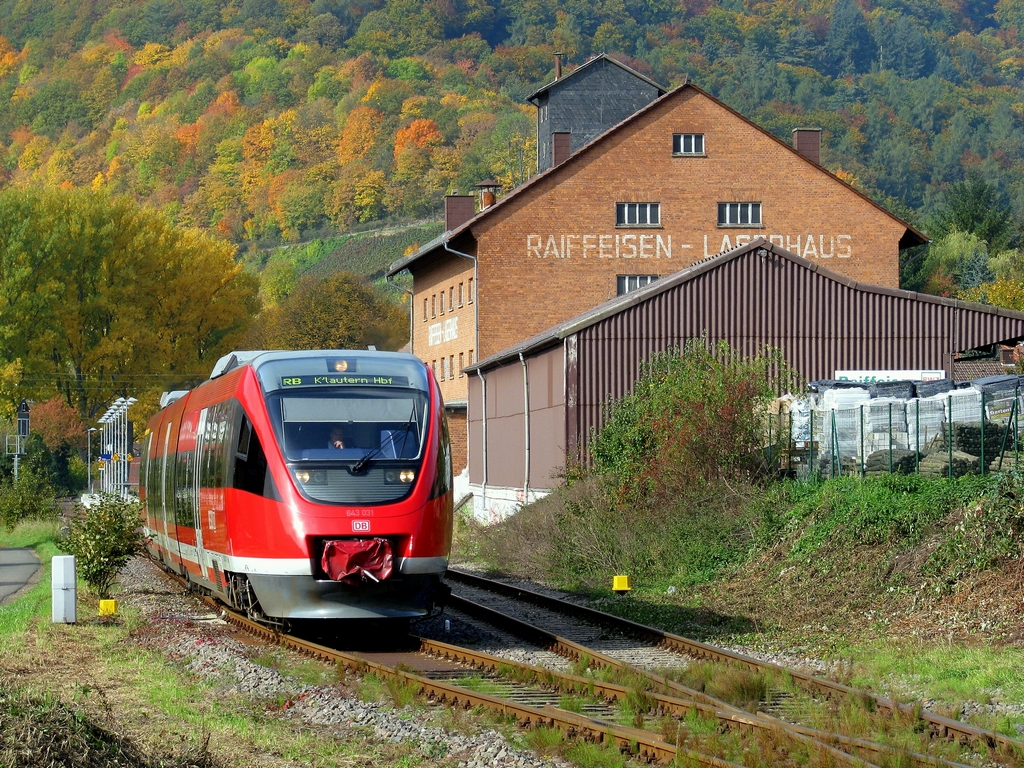
Zug im Jahr 2008 im Bahnhof Wolfstein

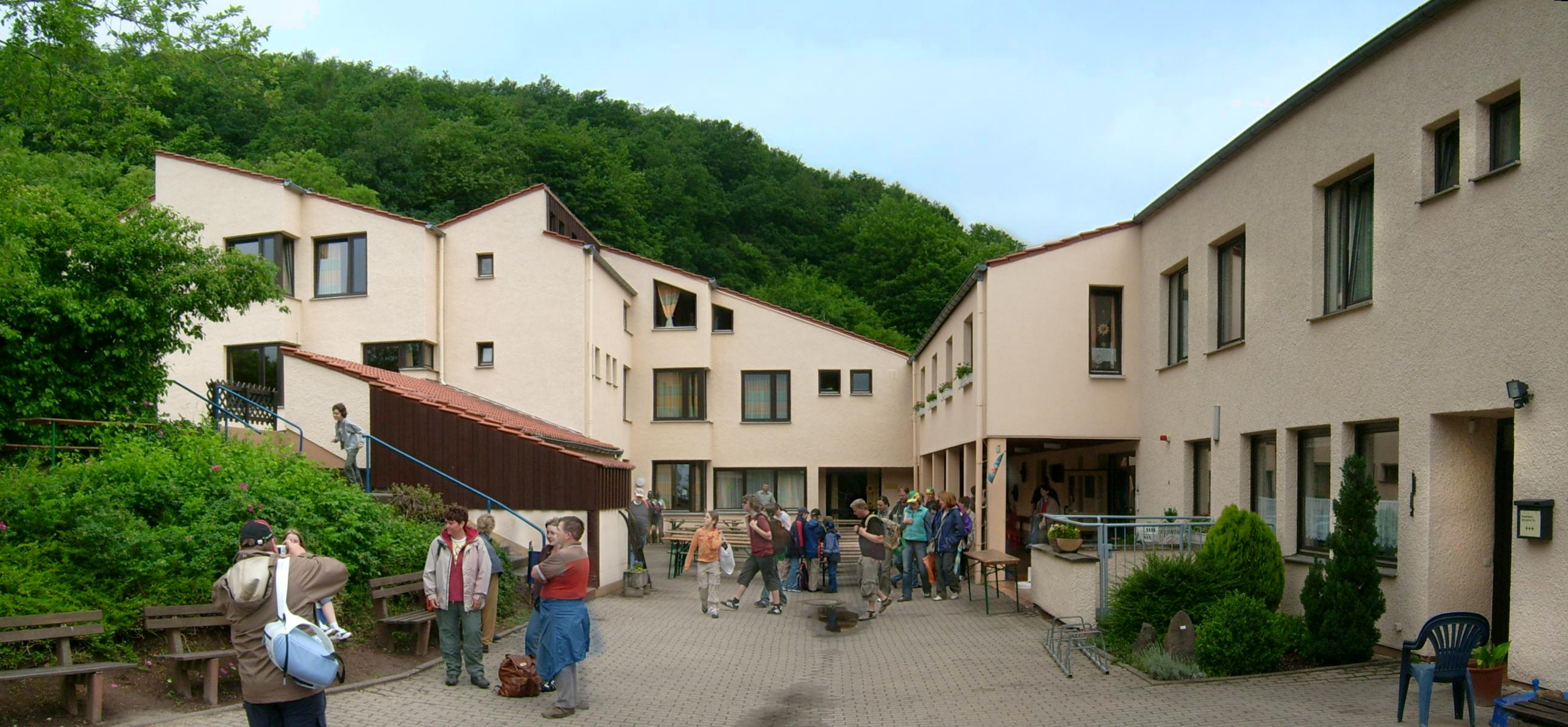
Jugendherberge

Außerdem liegt Wolfstein an der Lautertalbahn. Im Stadtgebiet existieren drei Schienenverkehrhaltestellen, der wichtigste ist der Bahnhof Wolfstein mit dem höchsten Fahrgastaufkommen der Strecke. Im Zuge seiner Entstehung kam es zu Konflikten, da er sich auf der Gemarkung der damals selbständigen Gemeinde Roßbach befand; die Streitigkeiten setzten sich bis 1906, als die Lautertalbahn bereits mehr als 20 Jahre lang in Betrieb war, fort. Seit 2000 weist der Bahnhof keinen Güterverkehr mehr auf; er war zu diesem Zeitpunkt der letzte Gütertarifpunkt entlang der Bahnlinie. 2005 wurden die Bahnsteige behindertengerecht ausgebaut. Darüber hinaus verfügen die Stadtteile Roßbach und Reckweilerhof jeweils über Schienenverkehrshaltestellen. Ebenfalls auf der Gemarkung der Stadt liegt mit dem Eisenknopf-Tunnel der einzige Tunnel der Bahnstrecke. 2000 wurde die Stadt Teil des neu gegründeten Westpfalz-Verkehrsverbundes (WVV), ehe dieser 2006 im Verkehrsverbund Rhein-Neckar (VRN) aufging, dem Wolfstein seither angehört.
Durch Wolfstein führt die Bundesstraße 270. Die Umgehungsstraße der B 270 wurde am 17. November 2006 nach knapp fünfjähriger Bauzeit für den Verkehr freigegeben. Durch den Stadtteil Roßbach verläuft zudem die Kreisstraße 48. Die Stadt selbst ist über die Buslinie 274 und 275 des Verkehrsverbundes Rhein-Neckar an das Nahverkehrsnetz angebunden, die sie beide mit der Kreisstadt Kusel verbinden. Seit 2011 führt der circa 100 Kilometer lange Pfälzer Höhenweg von Winnweiler über Rockenhausen nach Wolfstein. Außerdem war die Stadt Station des Westpfalz-Wanderweges.

### Institutionen
Während der Zugehörigkeit zu Frankreich war die Stadt Sitz eines Friedensgerichts, das dem Tribunal erster Instanz Kaiserslautern unterstand. Da die Gebäude des Landgericht Kaiserslautern 1944 einem Bombenangriff zum Opfer fielen, verlegte es seinen Sitz provisorisch nach Wolfstein, bis in Kaiserslautern ein neues Gebäude fertiggestellt war. Bis 1966 war Wolfstein zudem Sitz eines Amtsgerichts.
Vor Ort existiert zudem eine Regionale Schule und ein Heimat- sowie ein Druckereimuseum. Von 1971 bis 2014 war Wolfstein Sitz der gleichnamigen Verbandsgemeinde, seither beherbergt die Stadt eine zweite Verwaltungsstelle der Verbandsgemeinde Lauterecken-Wolfstein. Hinzu kommt außerdem eine Jugendherberge, die im Zeitraum von 1978 bis 1980 errichtet wurde sowie ein Seniorenzentrum.

## Persönlichkeiten

### Ehrenbürger
- Heinrich Rheinheimer, Oberlehrer
- Hans Braun (1899–1987), Fabrikant
- Karl Hönes, Stadtbürgermeister
- Franz Braun (1923–2009), Fabrikant
- Kurt Dreger, Stadtbürgermeister
- Pauline König (1868–1938), Heimatdichterin
- 2009, 17. Dezember: Gerhard Kirch, Stadtbürgermeister von 1984 bis 2009[14]
- 2009, 17. Dezember: Ernst Vogt (1938–2010), Kommunalpolitiker[14]

### Söhne und Töchter der Stadt
- Friedrich Jakob Sander (* 1809; † 1876 in Kaiserslautern), Instrumentenbauer
- Ludwig Schmitt (1810–1871), Generalstaatsprokurator der Pfalz
- Franz Schmitt (1816–1891), Maler
- Ernst Krieger (1867–1943), Schachkomponist
- Alfred Lehmann (1867–1919), Bayerischer Landtagsabgeordneter und Winzer
- Pauline König (1868–1938), Heimatdichterin
- Karl Groß (1883–1949), Politiker (FDP)
- Fritz Zolnhofer (1896–1965), Maler
- Friedrich Jossé (1897–1994), Maler und Graphiker
- Erich Koch (1924–2014), Bildhauer
- Ernst-Rainer Hönes (* 1942), Denkmalpfleger und Jurist

### Personen, die in der Stadt gewirkt haben
- Heinrich II. von Sponheim-Starkenburg (1292/95–1323), Adeliger, starb in Wolfstein.
- Loretta von Sponheim (1300–1346), Gräfin, hatte ab 1323 ihren Wohnsitz in Wolfstein.
- Georg Philipp Schmitt (1808–1873), in Wolfstein aufgewachsen.
- Hippolyt August Schaufert (1834–1872), war zeitweise beim Wolfsteiner Notariat tätig.
- Philipp Hammer (1837–1901), Priester, war ab 1865 Pfarrer in Wolfstein.
- Rudolf Sander (1866–1942), Instrumentenbauer, starb in Wolfstein.